# Phyllodactylus kropotkini
Phyllodactylus kropotkini — вид геконоподібних ящірок родини Phyllodactylidae. Ендемік Мексики. Описаний у 2018 році. Названий на честь російського анархіста, географа і геолога Петра Кропоткіна.

## Поширення і екологія
Вид є ендеміком штату Герреро на заході Мексики. Він був знайдений в муніципалітеті Тлапеуала, на висоті 579 м над рівнем моря. Це гекон живе в тріщинах серед скель та в людських поселеннях.